# Nghiêm Bạch Hổ
Nghiêm Bạch Hổ (chữ Hán: 嚴白虎; bính âm:Yan Baihu) thủ lĩnh sơn tặc hoạt động trong khu vực Ngô quận trong thời gian cuối thời gian cuối triều đại nhà Hán. Nghiêm Bạch Hổ sau bị Tôn Sách tiễu trừ trong cuộc chinh phạt Giang Đông.

## Tiểu sử
Bạch Hổ (hay hổ trắng) vốn không phải là tên thật của ông, tên gọi này do sơn tặc đặt cho để ca ngợi sức khỏe và màu da trắng bệch của ông ta. Theo Trần Thọ ghi chép tron Tam Quốc Chí thì Nghiêm Bạch Hổ có ảnh hưởng đến các bộ tộc người Sơn Việt và các quan lại người Hán trong Ngô quận.
Khi Lưu Do được bổ nhiệm làm quan cai trị ở Ngô quận, Nghiêm Bạch Hổ đã tiếp xúc và hối lộ Lưu Do để ông tự do hoạt động và sau đó Nghiêm Bạch Hổ đã hỗ trợ Lưu Do chống lại lãnh chúa Viên Thuật người đang đóng một đội quân lớn ở thung lũng sông Hoài.
Sau khi Lưu Do đã bị đánh bại dưới tay Tôn Sách, Nghiêm Bạch Hổ hoạt động độc lập, thậm chí tăng cường quân đội riêng của mình và kết nạp hàng chục nghìn lượt người, bao gồm những kẻ cướp và chiến binh Sơn Việt để chuẩn bị cho một cuộc chiến với Tôn Sách. Ông ta cũng là người đứng đầu một liên minh lỏng lẻo với những kẻ cướp và các quan chức địa phương và đã thành lập một liên minh với một lãnh chúa Vương Lãng để có nhiều nguồn cung cấp lương thảo có thể đủ khả năng nuôi sống binh sĩ của liên minh.
Mặc cho sự chuẩn bị của Nghiêm Bạch Hổ nhưng Tôn Sách với khí thế đang lên đã đánh bại cả ông và Vương Lãng. Nghiêm Bạch Hổ sau đó chạy trốn lên vùng đồi núi, và tiếp tục kích động người dân Sơn Việt chống lại sự cai trị của Tôn Sách.

## Trong Tam Quốc Diễn nghĩa
Trong tiểu thuyết Tam Quốc diễn nghĩa, Nghiêm Bạch Hổ xuất hiện tại Hồi thứ 15, Bấy giờ Nghiêm Bạch Hổ tự xưng là Đông Ngô Đức Vương, giữ ở Ngô Quận. Bạch Hổ sai bộ tướng giữ Ô Trình và Gia Hưng. Bấy giờ nghe tin quân Tôn Sách đến, Bạch Hổ sai em là Nghiêm Dư đem quân ra. Nhưng bị quân tướng của Tôn Sách đánh bại.
Nghiêm Bạch Hổ cả sợ bèn cho em qua doanh trại của Tôn Sách điều đình ngừng chiến và hẹn rằng: "Muốn cùng với tướng quân chia đôi Giang Đông". Nhưng Tôn Sách không chịu và giết luôn Nghiêm Dư. Nghiêm Bạch Hổ biết chừng không địch nổi, bỏ thành chạy. Sách kéo quân đuổi theo.
Bạch Hổ chạy về Dư Hàng, cướp bóc ở dọc đường, lại bị thổ dân ở đấy tên là Lăng Tháo đem người làng ra đánh, Bạch Hổ phải thu quân về Cối Kê. Hai bố con Lăng Tháo và Lăng Thống lại đi đón Tôn Sách. Sách cho làm tòng chinh hiệu uý, cũng dẫn quân sang qua sông. Bạch Hổ tụ quân, dàn khắp ở bến sông phía tây. Trình Phổ đánh một trận lại thắng đuổi mãi đến thành Cối Kê.
Vương Lãng tiếp nhận Nghiêm Bạch Hổ đem binh hội với Bạch Hổ, dàn quân ở cánh đồng Sơn Âm, hai bên đối trận. Sau đó, Bạch Hổ cùng Chu Hân dẫn năm nghìn quân ra thành Đi khỏi thành được hơn hai mươi dặm, thì có một tướng chắn ngang đường là Tôn Sách. Chu Hân múa đao lại đánh, bị Sách đâm một mũi giáo chết Bạch Hổ cố chết mở một đường, rồi chạy về Dư Hàng.
Sau đó Đổng Tập giết và mang đầu Bạch Hổ đến dâng cho Tôn Sách.